# 皇太子さまお生まれなつた
- 皇太子さまお生まれなった
- クヮウタイシサマ オウマレナッタ[1]

皇太子さまお生まれなつた（こうたいしさまおうまれなった）は、1934年1月15日に発売された奉祝歌。北原白秋作詞、中山晋平作曲、童謡歌手・平山美代子が歌唱した。

## 歌詞
日の出だ 日の出に

鳴つた 鳴つた ポーオ ポー

サイレンサイレン　ランラン　チンゴン

夜明けの鐘まで

天皇陛下お喜び 皆々かしは手

うれしいな 母さん

皇太子さま お生れなつた

日の出だ 日の出に

鳴つた 鳴つた ポーオ ポー

サイレンサイレン　ランラン　チンゴン

夜明けの鐘まで

皇后陛下お大事に 皆々涙で

ありがと お日さま

皇太子さま お生れなつた

日の出だ 日の出に

鳴つた 鳴つた ポーオ ポー

サイレンサイレン　ランラン　チンゴン

夜明けの鐘まで

日本中が大喜び 皆々子供が

うれしいな 有難う

皇太子さま お生れなつた

## 解説
1933年12月23日明仁親王が誕生したことを祝う奉祝歌として作られた曲である。
「鳴つた 鳴つた サイレン ポーオ ポー」という歌詞は、上皇明仁が誕生したということを報せるサイレンが鳴らされたことに由来する。誕生の吉報をすぐに知らせるため、サイレンを鳴らし速報するよう取り決められていたからである。サイレンが一回なら内親王、二回なら親王が誕生したというサインであった。12月23日の早朝、東京市では丸の内などの18ヶ所、そのほか全国各地でもサイレンが鳴り、ようやく親王が誕生した喜びを表した歌詞となっている。
2009年秋の園遊会で森光子が口ずさんだことでも話題となった。当時、森が住んでいた京都市で誕生を報せるサイレンを聞いたという。

## 収録曲
1. 皇太子さまお生まれなつた
  - 作詞：北原白秋 / 作曲：中山晋平
2. 可愛いい皇子さま
  - 作詞：西條八十 / 作曲：中山晋平[8]